# Reissella
Reissella es un género de foraminífero bentónico de la familia Spirocyclinidae, de la superfamilia Loftusioidea, del suborden Loftusiina y del orden Loftusiida. Su especie tipo es Reissella ramonensis. Su rango cronoestratigráfico abarca el Cenomaniense (Cretácico superior).

## Discusión
Clasificaciones previas incluían Reissella en el suborden Textulariina del orden Textulariida o en el orden Lituolida.

## Clasificación
Reissella incluye a las siguientes especies:
- Reissella murgiana †
- Reissella ramonensis †